# Emma Hallin
Emma Karin Charlotte Hallin Schureck, född 23 april 1979 i Härnösand, är en svensk inspelningsledare och manusförfattare. Hon debuterade som skådespelare 2003 och har därefter mestadels varit verksam som produktionspersonal i olika roller.

## Filmografi

### Filmmanus (urval)
- 2004 – Kärlekens språk

### Filmografi roller
- 2003 - Emma och Daniel - mötet
- 2004 – Kärlekens språk